# 1-464
1-464 — серия жилых домов в СССР, разработанная институтом Гипростройиндустрия в 1958—1959 годах. Серия панельных хрущёвок и брежневок строилась по всей территории СССР с конца 1950-х до начала 1970-х годов, а модификации — с середины 1960-х по конец 1990-х годов. Дома внешне узнаваемы по окнам на межэтажной площадке в подъездах, идентичным 2-створчатым окнам в квартирах, хотя существуют варианты с узким горизонтальным окном.
Серия 1-464 признана достаточно удачной среди панельных хрущёвок и некоторых брежневок и широко распространена по всей территории бывшего СССР. В Москве строилась московская версия серии 1-464 с увеличенной площадью квартир под индексом 1605-АМ/5. Эта модификация отнесена к сериям, подлежащим сносу, хотя и не сносится.

## Значение
При строительстве города Братска главный инженер БратскГЭСстроя А. М. Гиндин настоял, чтобы людей селили не в срубленных тут же деревянных домах, а в комфортных благоустроенных пятиэтажках. 464-я серия хрущёвок помогла тогда решить колоссальную социальную задачу. А уже позднее ей на смену пришли другие проекты типового жилья. Когда строители Братска посетили в Бразилии архитектора Оскара Нимейера, они перед ним пытались оправдываться: «Вы знаете, у нас эти пятиэтажные дома… то ли дело у вас в Бразилии — прогрессивная архитектура». А Нимейер ответил: «Когда я строил город Бразилиа, я мечтал, чтобы туда люди из фавел переехали. Вы эту задачу решили, а мы — нет. Да, я построил прекрасный город, в котором поселилась элита, а фавелы как были, так и остались».

## Описание

### Конструкция
Дома многосекционного типа, наиболее часто встречаются 4-секционные. Дом состоит из торцевых и рядовых секций.
Высота дома 5 этажей, нередко — 9 этажей (с 1966 года), реже 3 или 4 этажа. Первый этаж жилой.
В основу решения домов серии 1-464 положена перекрёстно-стеновая конструкционная система. Наружные стены — 1- и 3-слойные железобетонные панели толщиной от 21 до 35 см в зависимости от климатического района строительства. Наружные панели — с «узким шагом», шириной 2,6 и 3,2 метра. Панели гладкие окрашенные, либо не окрашенные с гравийной обсыпкой. Балконы расположены на панелях шириной 3,2 м.
Перекрытия — сплошные железобетонные плиты толщиной 10 см. Перегородки — железобетонные, сплошного сечения, толщиной 12 см.
Крыша плоская совмещённая, невентилируемая. Крыша выходит за стены «козырьком» и покрыта рулонным битумным материалом. Водостоки наружные или отсутствуют. Технический этаж (чердак) отсутствует. Высота потолков 2,5 м.

### Коммуникации
Отопление — центральное водяное, холодное водоснабжение — централизованное, канализация — централизованная. Горячее водоснабжение — централизованное или локальное (газовые колонки), в последнем случае в конструкции дома предусмотрены дымоходы. Вентиляция — естественная на кухне и в санузле, вентканалы расположены в стене между санузлом и кухней.
Квартиры оснащены ванной и газовой кухонной плитой, при отсутствии газификации — электрической.
Лифт и мусоропровод отсутствуют, разве что кроме серии 1-464д.

### Квартиры
В домах присутствуют одно-, двух- и трёхкомнатные квартиры. На лестничной площадке расположены 4 квартиры. В торцевых секциях набор квартир 1-1-2-3 или 1-2-2-2, в рядовых 1-2-3-3 или 2-2-2-3.
| Число комнат | Общая площадь, м² | Жилая площадь, м² | Площадь кухни, м² |
| ------------ | ----------------- | ----------------- | ----------------- |
| 1            | 28-31             | 16-18             | от 5              |
| 2            | 39-46             | 27-35             | 5,6-6,3           |
| 3            | 55-62             | 40-47             | 5,6-6,3           |

Комнаты в 2-комнатных и 3-комнатных квартирах смежные, в угловых квартирах — раздельные. Санузел совмещённый во всех квартирах.

### Типовые проекты заводов
Для производства комплектов изделий серии 1-464 институтом «Гипростройиндустрия» в 1959 году были разработаны типовые проекты заводов.
Авторами этих проектов заводов были инженеры В. А. Гирский, Н. М. Гайсинский, М. З. Окунь, А. А. Сусников, М. И. Витальев и Н. М. Антощенко.

### Преимущества и недостатки
Преимущества:
1. Перекрёстно-стеновая конструкция здания более прочная и долговечная, чем у другой популярной серии хрущёвок 1-335, использующей «неполный каркас».
2. По сравнению с другими сериями хрущёвок — практически везде присутствуют балконы.
3. Большее количество трёхкомнатных квартир по сравнению с распространёнными модификациями кирпичных хрущёвок 1-447.
4. Жилые дома серии 1-464, как правило, находятся в районах «срединного пояса» городов с хорошо развитой инфраструктурой и транспортной доступностью.

Недостатки:
1. Невозможность перепланировки квартиры из-за наличия внутренних несущих стен. Возможен демонтаж только двух стен санузла и некоторых перегородок.
2. Низкая теплоизоляция внешних стен.
3. Плохая звукоизоляция внутри дома.
4. Плоская мягкая кровля имеет невысокий срок службы (10-15 лет). Летом крыша сильно нагревается.
5. Смежные комнаты в трёхкомнатных и наибольших по площади (44-46 м².) двухкомнатных квартирах. «Вагонные» пропорции комнат в форме вытянутого прямоугольника с окном на меньшей стороне.
6. Тесная прихожая.
7. Как и у всех хрущёвок — малый размер кухни.
8. Очень маленькие лестничные площадки даже по сравнению с некоторыми сериями хрущёвок (в 2 раза меньше, чем у почти идентичной по планировке серии 1-335).
9. При варианте компоновки с преобладанием двухкомнатных квартир (в торцевых секциях 1-2-2-2, а в рядовых 2-2-2-3) все квартиры, кроме угловых выходят на одну сторону света.

## Модификации
В 1960 г. институтом Гипростройиндустрия была проведена работа по корректировке проектов, в результате которой выпущены откорректированные чертежи проектов с индексом «А».
Дома обычных модификаций 1-464 без индекса «А» и модификаций 1-464А-1...13, 1-464А-27...30, 1-464А-57 — являются «хрущёвками».
В 1963—1964 гг. на её основе институтом ЦНИИЭП Жилища разработаны улучшенные серии 1-464А с индексами 14, 15, 16, 17, 18, 55, 74, 75, 76, 77.
В домах серий 1-464А-14…18, 1-464А-55, 1-464А-74...77 сокращено количество проходных комнат, появились раздельные санузлы, двухкомнатные квартиры с двусторонней ориентацией («распашонки»). Поэтому дома этих модификаций являются «переходными» — от «хрущёвок» к «брежневкам». В угловых секциях могли располагаться четырёхкомнатные квартиры с двумя малометражными комнатами вдоль торцевой стены. На лестничной площадке по три квартиры. Снаружи дом можно отличить по спаренным балконам со стороны подъездов и уменьшенному количеству балконов на обратной стороне, а также, чаще всего, по небольшим подъездным окнам.
В 1965—1966 гг. ЦНИИЭП Жилища была конструктивно переработана действующая серия 1-464А и значительно расширена номенклатура проектов жилых домов. Таким проектам был присвоен индекс «Д». Такие дома уже относятся к «брежневским».
На основе серии 1-464Д была разработана серия 111—121 (первоначальное название 1-464М). Конструкции домов 111—121 были унифицированы с 1-464Д, что позволяло упростить переналадку домостроительных комбинатов. Планировка квартир была полностью переработана, площадь двух- и трёхкомнатных квартир увеличилась на 8-12 м2, поэтому 111—121 относится к достаточно комфортным позднебрежневским сериям («новая планировка»).

### Региональные модификации

#### Якутск
Для Якутска была спроектирована серия 1-464ВМ со следующими особенностями:
- свайный фундамент с проветриваемым подпольем для условий вечной мерзлоты;
- центральное расположение лестничной клетки-шахты без естественного освещения, за исключением световых окон крышевой надстройки;
- все коммуникации расположены в техническом этаже, расположенном под первым жилым;
- имеется чердачный этаж под плоской кровлей;
- во многих домах применены нетипичные для крупнопанельного и для индустриального строительства в целом решения в виде оштукатуренных пустотных деревянных межкомнатных перегородок и дощатых полов по деревянным лагам;
- В доме от 3 до 6 секций. Поворотных секций не предусмотрено. Наиболее распространён 4-секционный вариант. При строительстве на уклоне возможно ступенчатое расположение секций относительно друг друга. Первые дома строились 4-этажными, поздние все 5-этажные. Первый этаж жилой, встроенных помещений не предусмотрено, но иногда квартиры на первых этажах изначально занимались учреждениями, за исключением торговых;
- квартиры одно-, двух-, трёх- и четырёхкомнатные. Проходных комнат нет, четырёхкомнатные квартиры угловые, санузел раздельный за исключением однокомнатных квартир, в каждой квартире лоджия. Лоджии расположены спаренно. Набор квартир в торцевых секциях 1-1-4-4, в рядовых 2-2-3-3;

Дома серии 1-464ВМ строились в Якутске и окрестностях с 1972 по 1996 годы. В годы строительства в проект вносились изменения, — например, были ликвидированы галереи с коммуникациями, соединяющие дома; были устроены ровная кровля без выступов над лестничными клетками, железобетонное балконное ограждение вместо металлического решетчатого, изменялась конфигурация крышевой надстройки над лестничной клеткой.
Производством домов серии 1-464ВМ занимался ныне несуществующий Кыл-Бастахский ЗЖБИ в одноимённом микрорайоне на окраине Покровска61°27′25″ с. ш. 129°05′20″ в. д.. Дома строились преимущественно в Якутске, а также в Покровске и Мохсоголлохе.

#### Ярославль
В Ярославле была разработана региональная серия 1-464ДЯ, представлявшая собой глубокую модернизацию серии 1-464Д. Дома исполнялись в пятиэтажном и девятиэтажном вариантах. На этаже расположено 4 квартиры — две трёхкомнатные, двухкомнатная и однокомнатная. Лестничная площадка тамбурного типа, позволяет изолировать общий тамбур на каждые 2 квартиры. В домах запроектирован мусоропровод, в девятиэтажных — пассажирский лифт.
Одно- и двухкомнатные квартиры односторонние, трёхкомнатные — двухсторонние. Все комнаты в квартирах изолированные, площадь общей комнаты 17 м2, спален 12-12,5 м2, кухни — 8,7 м2. Санузлы раздельные с поперечно ориентированной ванной и местом для стиральной машины. Все квартиры имеют лоджии, расположенные на тыльной стороне дома и утопленные в фасад. В трёхкомнатных квартирах дополнительно имеется балкон, расположенный со стороны подъездов, на который имеется выход из общей комнаты. В трёхкомнатных квартирах оборудованы небольшие кладовки, расположенные в конце внутриквартирного коридора.
Дома серии 1-464ДЯ производились Ярославским ДСК в 1970-е и 1980-е. Строительство домов велось преимущественно в Ярославле (Брагино) и Тутаеве, а также в Рыбинске, Ростове и других городах и посёлках области.

#### Новополоцк
В 1972—1977 годах в молодом городе Новополоцке (Белорусская ССР) шло крупномасштабное панельное строительство, а также вводились в строй новые градообразующие предприятия. С этой целью БелНИИПградостроительства разработало ряд блок-секций регионального типа для производства на Новополоцком ДСК. Региональная серия получила индекс 1-464ДН. В 1980 г. произошла корректировка проекта 1-464ДН (в частности, появился декоративный элемент, накрывающий окна лестничной клетки). Новополоцкий ДСК и Трест № 16 «Нефтестрой» производили панели до 1997 года (тогда был смонтирован последний 10-этажный дом серии в Новополоцке, а производство было переведено на освоенную несколькими годами ранее местную модификацию серии 90, которая выпускается и в настоящее время в модернизированном варианте).
По некоторым данным, всего было построено 219 домов, из них 106 — в Новополоцке, 78 — в Полоцке. В 1994—1995 годах было построено 2 дома на юго-западе Санкт-Петербурга.
Было разработано 13 форматов блок-секций с размещением квартир и числом комнат в оных. Санузлы раздельные, квартиры имеют лоджии и балконы (в трёхкомнатных — одна лоджия и один балкон, в четырёхкомнатных — две лоджии и один балкон, одна лоджия выходит на торец дома). Вход в квартиры осуществляется через общий карман-тамбур, на лестничной клетке на чётных этажах созданы баки для мусоропровода. Запроектирован и пассажирский лифт (в высотных домах; при этом машинное отделение лифта расположено на последнем жилом этаже, а не на чердаке).
Кроме того, в Новополоцке построены несколько экспериментальных точечных домов серии с изменёнными планировками квартир и этажа, а также два точечных 12-этажных дома.

#### Кривой Рог
1-464П-5 — типовой проект серии, конструктивный вариант из шлакопемзобетона.
В 1965 году с разрешения Госкомитета по гражданскому строительству и архитектуре при Госстрое СССР в городе Кривой Рог в 129-м квартале построен первый 3-секционный 5-этажный дом № 7.